# Варлаам (Высоцкий)
Архимандри́т Варлаа́м (в миру Василий Антипьевич Высоцкий; 1665, село Домодедово, Московский уезд — 25 июля 1737, Сергиева Приморская пустынь) — архимандрит Русской православной церкви, основатель Троицкой приморской пустыни, духовни́к императрицы Анны Иоанновны.

## Биография
В 1665 года родился в селе Домодедово, Подольского уезда, Московской губернии.
В молодости состоял послушником в Борисоглебском монастыре на Песках в Переславле-Залесском.
Около 1693 года был рукоположён во иерея и зачислен в клир дворцового кремлёвского храма Рождества Богородицы на Сенях. Был духовником царевны Наталии Алексеевны и, по-видимому, её сестёр Екатерины, Марфы, Феодосии и Марии, а также царицы Прасковьи Феодоровны и 3 её дочерей. По предположению архимандрита Леонида (Кавелина), в 1705 году способствовал присоединению к Православию Марты Скавронской с именем Екатерина Алексеевна
В 1699 или 1700 году в Переяславском Борисоглебском монастыре пострижен в монашество с именем Варлаам.
В 1704 году возведен в сан игумена и оставлен настоятелем того же монастыря. Восстановил в нем каменные строения.
В 1710 году переведен настоятелем в Переяславский Троице-Данилов монастырь, с возведением в сан архимандрита. В ведении архимандрита Варлаама состояли все городские и загородные монастыри Переславля-Залесского, в том числе женские.
Сыграл важную роль в распространении почитания переславских святых, однако его деятельность по прославлению новых чудотворцев находилась в противоречии с религиозной политикой Петра I.
7 мая 1724 года присутствовал на коронации Екатерины I. В 1725 году участвовал в погребении Петра I. В 1726 году был вызван на чреду богослужений в Санкт-Петербург.
В том же году 15 июля по указу императрицы Екатерины I был назначен настоятелем подмосковного Троице-Сергиева монастыря.
13 сентября 1726 года прибыл в Санкт-Петербург.
25 февраля (8 марта) 1727 года присутствовал на коронации Петра II.
25 мая 1730 года назначен в состав конференции Синода с Сенатом, но ни разу не был на заседаниях.
В 1734 году основал Троице-Сергиеву пустынь.
Скончался 25 июля 1737 года. Погребён в пустыни 28 июля.